# マービン・ジョンソン
マービン・ジョンソン（Marvin Johnson、1954年4月12日 - ）は、アメリカ合衆国の男性プロボクサー。インディアナ州インディアナポリス出身。元WBC世界ライトヘビー級王者。元WBA世界ライトヘビー級王者。1972年ミュンヘンオリンピックミドル級銅メダリスト。アマチュア時代は繊細な戦術で戦っていたが、プロに転向すると驚異的と言える打力を武器にKOを量産する一方でKO負けが5つ(キャリアにおける敗戦数は6)あり、脆さが共存していた。

## 来歴
アマチュア時代に国内各地の大会で優秀な成績を残し、1972年ミュンヘンオリンピックに出場。1回戦を免除したジョンソンは。2回戦と準々決勝は5-0の判定勝ちを収め準決勝に進出した。準決勝の相手はアマチュアミドル級最強と言われた強打を誇るビャチェスラフ・レメチェフだった。2回戦以外全部KOで勝利しているレメチェフの強打に、試合はあっけなく2回TKO負けを喫し敗退はしたが銅メダルを獲得した。
オリンピック後に正式にプロに転向すると発表した。
1973年5月22日、ジョンソンはプロデビューを果たし2回1分30秒KO勝ちを収め白星でデビューを飾った。
1973年10月30日、チャック・ワーフィールドと対戦し5回TKO勝ちを収めた。
1974年11月12日、ジョニー・ワーズと対戦し6回2分40秒TKO勝ちを収めた。
1974年12月11日、ジム・アダムスと対戦し初回2分48秒TKO勝ちを収めた。
1975年1月29日、ゲーリー・サマーハーズと対戦し10回3-0(99-44、100-91、99-86)の判定勝ちを収めた。
1975年4月17日、パウル・カルドザと対戦し5回1分35秒TKO勝ちを収めた。
1975年11月13日、エディー・オーウェンスと対戦し3回KO勝ちを収めた。
1976年4月3日、レイ・アンダーソンと対戦し6回1分50秒TKO勝ちを収めた。
1976年9月14日、ワイネ・マックギーと対戦し初回TKO勝ちを収めた。
1976年11月30日、ヴァンデル・ウッズと対戦し10回判定勝ちを収めた。
1977年4月22日、トム・ベイザーと対戦し4回2分50秒KO勝ちを収めた。
1977年7月26日、後のWBC世界ライトヘビー級王者のマシュー・サード・ムハマドとNABF北米ライトヘビー級王座決定戦で対戦し最終12回1分12秒逆転TKO負けを喫し王座獲得に失敗した。
1977年9月28日、ジョニー・フィールズと対戦し初回2分52秒KO勝ちを収めた。
1977年11月1日、ビリー・ダグラスと対戦し5回2分35秒TKO勝ちを収めた。
1978年4月3日、エディー・デービスと対戦し7回1分24秒TKO勝ちを収めた。
1978年5月24日、フィラデルフィアのスペクトラムでジョニー・バルドウィンと対戦し
1978年6月17日、ベオグラードのスタディオン・ツルヴェナ・ズヴェズダでルッティー・ムワレと対戦し8回判定負けを喫した。
1978年9月15日、ニューオーリンズのメルセデス・ベンツ・スーパードームでジェリー・セレスティーンと対戦し10回判定勝ちを収めた。
1978年12月2日、シチリアのパラッゾ・デッロ・スオートでWBC世界ライトヘビー級王者メート・パルロフと対戦し10回2分33秒TKO勝ちを収め王座獲得に成功した。
1979年4月22日、マシュー・サード・ムハマドと2年ぶりにインディアナポリスのマーケット・スクエアー・アリーナで対戦し8回TKO負けを喫し初防衛に失敗し王座から陥落した。
1979年11月30日、ニューオーリンズのメルセデス・ベンツ・スーパードームでWBA世界ライトヘビー級王者ビクトル・ガリンデスと対戦。ライトヘビー級でマシュー・サード・ムハマドと2トップの強さを誇った相手に11回20秒KO勝ちを収めWBAに続く王座獲得に成功した。次戦でガリンデスは引退した為、引退にほとんど追いやった試合となった。
1980年3月31日、エディ・ムスタファ・ムハマドと対戦し11回2分43秒TKO負けを喫し初防衛に失敗し王座から陥落した。
1981年3月28日、マイケル・スピンクスと対戦し4回1分22秒KO負けを喫した。
1982年10月14日、アルヴィノ・マンソンと対戦し初回1分KO勝ちを収めた。
1983年2月25日、アンドラス・エイニー・バールと対戦し8回KO勝ちを収めた。
1983年11月21日、マイク・ブラザースと対戦し10回TKO勝ちを収めた。
1984年3月26日、エディー・ゴンサレスと対戦し4回2分26秒KO勝ちを収めた。
1984年6月14日、ジェローム・クラウデンと対戦し5回終了時棄権によるTKO勝ちを収めた。
1984年8月30日、ジョニー・デービスと対戦し10回判定勝ちを収めた。
1984年11月8日、後のIBF世界ライトヘビー級王者チャールズ・ウィリアムズと対戦し10回3-0(99-90、99-91、100-89)の判定勝ちを収めた。
1985年1月17日、チャールズ・ヘンダーソンと対戦し2回1分55秒TKO勝ちを収めた。
1985年4月21日、アトランティックシティのサンズ・ホテル・アンド・カジノでUSBA全米ライトヘビー級王者エディー・デービスと対戦し5回59秒TKO勝ちを収め王座獲得に成功した。
1986年2月9日、インディアナポリスのマーケット・スクエアー・アリーナでマイケル・スピンクスのヘビー級転向に伴い空位となったWBA世界ライトヘビー級王座決定戦でレスリー・スチュワートと対戦し7回56秒TKO勝ちを収め7年ぶりの王座返り咲きに成功した。
1986年9月20日、マーケット・スクエアー・アリーナでジャン・マリー・エメーベと対戦し13回1分41秒TKO勝ちを収めジョンソンは鬼門と言われた初防衛に成功した。
1987年5月23日、ポートオブスペインのナショナル・スタジアムでレスリー・スチュワートと1年ぶりに対戦し8回終了時棄権によるTKO負けを喫し2度目の防衛に失敗し王座から陥落した。この試合を最後に現役を引退した。

## 獲得タイトル
- WBC世界ライトヘビー級王座（防衛0）
- WBA世界ライトヘビー級王座（1期目は防衛0度。2期目は防衛1度。）
- USBA全米ライトヘビー級王座